# Lt. Robin Crusoe, U.S.N.
Lt. Robin Crusoe U.S.N. (bra: O Fantástico Robin Crusoé) é um filme estadunidense de 1966, dos gêneros comédia e aventura, dirigido por Byron Paul, com roteiro de Don DaGradi, Bill Walsh e Walt Disney baseado no romance Robinson Crusoé de Daniel Defoe.
A Marinha dos Estados Unidos cooperou com as filmagens e permitiu cenas no porta-aviões Kitty Hawk.

## Elenco
- Dick Van Dyke ..... Tenente Robin Crusoé
- Nancy Kwan ..... Quarta-feira
- Akim Tamiroff ..... Tanamashu
- Arthur Malet ..... Homem do guarda-sol
- Tyler McVey ..... capitão
- Dinky (chimpanzé) ..... Floyd [4]

## Sinopse
Durante uma missão aérea de rotina, o avião F-8 Crusader pilotado pelo tenente Robin Crusoé da Marinha dos Estados Unidos sofre uma pane e cai no Oceano Pacífico. Crusoé se salva e aciona seu kit de emergência, boiando em um bote de borracha até uma ilha desabitada. Ali, Crusoé encontra o macaco astronauta Floyd e a nativa que ele chama de Quarta-Feira. Ela foi exilada na ilha por desafiar a vontade de seu pai, Tanamashu, que quer que se case com um guerreiro de outra tribo senão a sacrificará ao deus Kaboona. Crusoé prepara um plano para enganar Tanamashu e tentar salvar a vida de Quarta-Feira, usando equipamentos de um velho submarino japonês naufragado e a gigantesca estátua de pedra de Kaboona.

## Quadrinhos
Como era comum nas produções Disney, o filme foi adaptado para os quadrinhos, escrito por Frank Reilly e desenhado por John Ushler. A publicação foi em páginas dominicais americanas, com início em 03-04-1966 e término em 26-06-1966 (13 páginas). No Brasil, a aventura foi publicada na revista Almanaque do Tio Patinhas, número 37 de agosto de 1968. Em Portugal, em Disney Especial número 44 de 1988.